# Андреас Фашинґ
Андреас Фашинґ (нім. Andreas Fasching; нар. 1 січня 1981) — колишній австрійський тенісист.
Найвищу одиночну позицію світового рейтингу — 423 місце досяг 12 листопада 2001, парну — 885 місце — 18 серпня 2003 року.

## Титули ITF Ф'ючерс

### Одиночний розряд: (1)
| Ранг | Дата     | Турнір                            | Покриття | Суперник     | Рахунок   |
| ---- | -------- | --------------------------------- | -------- | ------------ | --------- |
| 1.   | Кві 2002 | Мексика F4, Гвадалахара (Мексика) | Ґрунт    | Резван Сабиу | 6–2, ret. |